# Velika župa Lašva-Glaž
Velika župa Lašva-Glaž bila je jedna od 22 velike župe na prostoru NDH. Sjedište joj je bilo u Travniku, a djelovala je od od 20. lipnja 1941. do 5. srpnja 1944. godine.Građansku upravu u župi vodio je veliki župan kao pouzdanik vlade imenovan od strane poglavnika. 
Velika župa je obuhvaćala je područje pet kotarskih oblasti:
- Fojnica,
- Travnik,
- Visoko,
- Zenica
- Žepče
- Kladanj (16. kolovoza 1941. izdvojen i priključen velikoj župi Usori i Solima)
- kotarska ispostava u Zavidovićima

i grad Travnik. 
Kotar Fojnica se dijelio na općine: Brestovsko (sjedište Gromiljak), Busovača, Fojnica, Kiseljak i Kreševo. 

Kotar Travnik činile su općine: Bila (sjedište Guča Gora), Bučići (sjedište Stojkovići), Turbe i Vitez. 

Kotar Visoko činile su općine: Gračanica (sjedište Veliko Čajno), Kvalupi (sjedište Čifluk), Kraljeva Sutjeska, Mokronoge (sjedište Donje Moštre), Planina ( sjedište Kovačići-Okruglica), Podgora (sjedište Župča), Vareš, Visoko, Zgošće (sjedište Kakanj-Majdan). 

Kotar Zenica činile su općine: Brnjic (sjedište Seoci – Vrpolje), Gornja Zenica (sjedište Zenica), Grahovica (sjedište Nemila), Stranjani (sjedište Podbrežje-Strankosi), Vraca i Zenica. 

Kotar Žepče činile su općine: Novi Šeher, Vozuća (sjedište Gare), Zavidovići i Žepče.
Preustrojem velikih župa u NDH Zakonskom odredbom o velikim župama od 5. srpnja 1944. ukinuta je ova velika župa, i spajanjem dijela ozemlja ove v. župe (kotari Travnik, Zenica, Žepče i grad Zenica) s ozemljem ukinute velike župe Plive i Rame nastala je nova Velika župa Lašva-Rama, poslije preimenovana u Lašva-Pliva. Kotari Fojnica i Visoko priključeni su v. župi Vrhbosni.